# Горлівський район
Горлівський район (Горлівщина[джерело?]) — район в Донецькій області України. Адміністративний центр — місто Горлівка.
Розташований на тимчасово окупованій території Донецької області.

## Історія
Постановою Верховної Ради від 17 липня 2020 року «Про утворення та ліквідацію районів» був утворений Горлівський район, у його склад були включені території:
- Шахтарського району,
- а також міст обласного значення Горлівка, Дебальцеве, Єнакієве, Жданівка, Хрестівка, Сніжне, Чистякове і Шахтарськ.

## Населення
Чисельність населення району в укрупнених межах — близько 690 600 осіб.

## Територіальні громади
У складі району 133 населених пунктів, що розташовані у 9 громадах, які утворюють район:
- Вуглегірська міська громада
- Горлівська міська громада
- Дебальцівська міська громада
- Єнакієвська міська громада
- Жданівська міська громада
- Сніжнянська міська громада
- Хрестівська міська громада
- Чистяківська міська громада
- Шахтарська міська громада